# Martha de Salas
Martha de Salas es una destacada actriz ecuatoriana de teatro, televisión y cine, conocida especialmente por su papel de Meche en el proyecto multimediático ecuatoriano Las Zuquillo. Nacida en la ciudad de Quito, en el barrio Loma Grande del Centro Histórico, cuenta con casi 20 años de trayectoria actoral.

## Biografía
Creció entre 6 hermanos más, en una casa de estilo colonial con muchos patios en la que, según sus propias palabras, solo le preocupaba salir a jugar. Se educó en el colegio La Providencia, de donde salió con un título en secretariado bilingüe, por lo que su primer trabajo fue precisamente como secretaria. En tres ocasiones capacitó a las secretarias del Congreso Nacional.
Estudió Ciencias de la Educación en la Universidad Central del Ecuador, pero se retiró en tercer año. por esta razón varias veces fungió como maestra para ganar algo de dinero extra.
Contrajo matrimonio con Eduardo Salas en 1969 y tuvo tres hijos. Su hija, Tania Salas, también es una reconocida actriz de cine, teatro y televisión. Su última hija falleció a la edad de 15 años víctima de leucemia, lo que se llevó a Martha a una profunda depresión y cuestionamiento de su vida. Decidió vivir en Estados Unidos, donde se encontraban varios de sus hermanos, por algunos años antes de regresar al Ecuador e iniciarse dentro del mundo de la actuación.

## Carrera actoral
A su regreso al país, Martha recibió una llamada de la entonces novel productora Viviana Cordero, quien la invitó a participar en un casting para la teleserie El Gran Retorno, de Teleamazonas. Martha aceptó la propuesta debido a la presión de su familia y terminó quedándose con el papel para el que audicionó. Un año después, la serie recibía varios premios Demetrio Aguilera Malta, entre ellos el de mejor actriz para Martha de Salas.
Su primera presentación teatral vino con la obra Mano a Mano, en donde compartió los créditos principales junto a la reconocida actriz Toty Rodríguez. Desde entonces se convirtió en una figura recurrente de las obras del Grupo Patio de Comedias, uno de los más destacados y laureados de la capital ecuatoriana y del país. En el año 2007 volvió a trabajar con Cordero para la adaptación ecuatoriana de la obra Los monólogos de la vagina, con la que se paseó por todo el país.
Su carrera en televisión también se fortaleció con varias apariciones en las series dramáticas Pasado y Confeso de Ecuavisa durante la década de 1990, y en Historias Personales de Teleamazonas en la década del 2000. Participó además en la telenovela de El Cholito, también de Ecuavisa donde afianzó su imagen a nivel nacional.
Finalmente llegaría el papel de Meche, una vendedora de refrescos de un mercado quiteño en la obra teatral El Rabo de Paja de la Anita Zuquillo, de José Miguel Campos. Este personaje la llevaría más tarde a la televisión con el programa Las Zuquillo, con el que se convirtió en una de las actrices más queridas y respetadas del país.
Finalmente, y gracias a Las Zuquillo, incursiona también en el mundo del cine en 2009, cuando actúa en la película Zuquillo Exprés, basado en la serie de televisión y estrenada el 13 de agosto de 2010.
En el año 2015 participó en la obra " Peluconas Light" en conjunto con Ana María Balarezo.

## Trabajo artístico
| Año       | Producción                           | Rol         | Tipo             | Canal / Productora      |
| --------- | ------------------------------------ | ----------- | ---------------- | ----------------------- |
| 1995      | El Gran Retorno                      | Principal   | Miniserie        | Teleamazonas            |
| 1996      | Mano a Mano                          | Principal   | Obra de teatro   | Grupo Patio de Comedias |
| 1997-2004 | Pasado y Confeso                     | Recurrente  | Serie dramática  | Ecuavisa                |
| 1998      | Pasaje de Ida                        | Secundario  | Película para TV | Ecuavisa                |
| 2004      | El Rabo de Paja de la Anita Zuquillo | Protagónico | Obra de teatro   | Grupo Patio de Comedias |
| 2005      | Los monólogos de la vagina           | Protagónico | Obra de teatro   | Grupo Patio de Comedias |
| 2005-2006 | Historias Personales                 | Recurrente  | Serie dramática  | Teleamazonas            |
| 2006-2009 | Las Zuquillo                         | Protagónico | Serie de comedia | Ecuavisa                |
| 2007-2008 | La novela del Cholito                | Secundario  | Telenovela       | Ecuavisa                |
| 2009-2010 | El exitoso Lcdo. Cardoso             | Secundario  | Telenovela       | Ecuavisa                |
| 2010      | Zuquillo Exprés                      | Protagónico | Película         | Zuquillo Films          |
| 2016      | Milagros                             | Secundario  | Serie dramática  | Ecuavisa                |